# Pterandra
A Pterandra a Malpighiales rendjébe és a malpighicserjefélék (Malpighiaceae) családjába tartozó nemzetség.

## Rendszerezés
A nemzetségbe az alábbi 13 faj tartozik:
- Pterandra andersonii C.E. Anderson
- Pterandra arborea Ducke
- Pterandra egleri W.R.Anderson
- Pterandra evansii Cuatrec.
- Pterandra flavescens Maguire
- Pterandra guianensis W.R. Anderson
- Pterandra hatschbachii W.R.Anderson
- Pterandra hirsuta C.E. Anderson
- Pterandra isthmica Cuatrec. & Croat
- Pterandra mcphersonii C.E. Anderson
- Pterandra pyroidea A. Juss. - típusfaj
- Pterandra sericea W.R.Anderson
- Pterandra viridiflora C.E.Anderson